# アジア作曲家連盟入野義朗記念賞
アジア作曲家連盟入野義朗記念賞 (あじあさっきょくかれんめいいりのよしろうきねんしょう) (ACL Yoshiro Irino Memorial Prize) は、アジア太平洋地域で最も有名な音楽賞の一つである。アジア作曲家連盟 (ACL) から定期的に授与されており、「ACL入野義朗記念賞」とも表記される。この賞はACLの創始者の一人である、日本の作曲家入野義朗の業績を記念して1981年に創設された。ACL総会と音楽祭の期間中に、開催国の35歳以下の最も優れた作曲家に授与される。1981年の第1回の受賞者は、羅永暉 (香港) であった。それ以来この賞は、陳永華 (香港) やユ・ティエン・フ (シンガポール) など、後にそれぞれの国を代表する作曲家に授与されている。世界で最も有名な受賞者は1990年の譚盾 (中国) で、彼はグラミー賞とオスカー賞を受賞している。

## 受賞者
- 羅永暉 (de:Law Wing-fai) (香港 1981)
- 潘輝田 (ユ・ティエン・フ) (de:Phoon Yew Tien) (シンガポール 1983)
- グエン・コン (Cuong Nguyen) (ニュージーランド 1984)
- 李子聲 (de:Tzyy-Sheng Lee) (台湾 1986)
- 陳永華 (en:Chan Wing-wah) (香港 1988)
- 譚盾 (Tan Dun) (中国 1990)
- J. スピーク (en:Jeroen Speak) (ニュージーランド 1992)
- ジェ・スン・リム (de:Lim Jie-sun) (韓国 1993)
- 王思雅 (de:Wang Sue-ya) (台湾 1994)
- ジラデイ・セタブンデゥ (de:Jiradej Setabundhu) (タイ 1996)
- ジョーマー・B.フェレイリア (Jomar B. Ferreria) (インドネシア 1997)
- 張玉慧 (de:Yu-Hui Chang) (台湾 1998)
- ドディ・サティヤ・エカグスディマン (de:Dody Satya Ekagustdiman)/A.ファーミィ・アラトラス (A. Fahmy Alatlas) (インドネシア 1999)
- 大村久美子 (日本 2000)
- S. ホン (de:Sungji Hong) (韓国 2002)
- 小坂咲子 (日本 2003)
- E. パツ (de:Erel Paz) (イスラエル 2004)
- ナロン・プランチャロエン (en:Narong Prangcharoen) (タイ 2005)
- サミュエル・ハロウェイ (de:Samuel Holloway) (ニュージーランド 2007)
- タン・ロク・イン (de:Tang Lok-yin) (香港 2007)
- イル・ジン・キム (Kim Il-jin) (韓国 2009)
- ミン・シュー・イェン (Yen Ming-Hsiu) (台湾 2011)
- ゴニ・ペレス (イスラエル 2012)
- エミリー・コー (シンガポール 2013)
- 髙橋翔吾 (日本 2014)
- ジムエル・デイヴ・T.ダクタ (フィリピン 2015)
- チャン・ルルホアン (ベトナム 2016)
- ツァイ・ウェン＝チー (台湾 2018)